# قصة حب 2050 (فلم هندي)
قصة حب عام 2050  (بالإنجليزية: Love Story 2050) هو فيلم خيال علمي في بوليوود. الفيلم من إنتاج بامي باويجا ‏ وإخراج هاري باويجا ابن هارمان باويجا وبريانكا شوبرا. تم تصوير بعض أجزاء من الفيلم في أديلايد في أستراليا. في البداية كان من المفترض أن يخرج الفيلم إلى الجمهور في 21 ديسمبر، 2007 ولكنه تأجل ل4 يوليو، 2008 نظرا إلى التأجيلات الإنتاجية المستمرة. وكان العرض الأول للفيلم يوم 2 يوليو، 2008 في لندن  واصدر في دور العرض السينمائية في 4 يوليه 2008 وقد قوبل باراء سلبية.

## الإنتاج
في البداية، عندما أعلن عن الفيلم في 2004 ، وقعت كاريينا كابور مع إدارة الفيلم ان تلعب دور براينكا بمبلغ قيل انه يساوي 30 مليون روبية.بعد ذلك في عام 2006 اعتذرت كابور قائلة ان لديها بعض الشاكل في هذا الوقت وحلت محلها شوبرا.قصة حب هو أول فيلم خيال علمي في بوليود ب 1200 لقطة تحتوي على مؤثرات خاصة.هو الأول من نوعه في الهند [8]
المؤثرات الخاصة جرى تنفيذها من قبل أربع شركات دولية، وهما نوعان من مدارس المؤثرات الخاصة -- ويتا ورك شوب ‏ (نيوزيلندا) وجون كوكس (بريسبان، أستراليا)—و قد سبق أن فازا بجائزة الأوسكار على أعمال لهم في المشاريع الدولية.
تؤدي الممثلة،بريانكا شوبرا دورا مزدوجا في الفيلم. وبجانب الأبطال الرئيسيين، هارمان وبريانكا، فهناك إنسان آلى يلعب أيضا دورا رئيسيا في الفيلم.
ولان بريانكا تلعب دورا مزدوجا، فقد لونت شعرها مرتين، أحمر لتصوير فتاة من المستقبل وأسود.
الفيلم صدر يوم 4 يوليو 2008.

## الملخص
ران (Harman Baweja) شابٌ في العشرينيّات من عائلةٍ ثرية، وسيمٌ، جذابٌ، مرحٌ، رياضيّ مفتول العضلات، وهو على استعدادٍ لاجتياز كلّ المخاطر من أجل الفوز بقلب سناء (Priyanka Chopra) التي التقى بها صدفةً في رحلةٍ بعيداً عن عيون العائلة (تمّ تصوير الفيلم في أديلايد جنوب أستراليا), ويعبّر عن مشاعره، ورغباته غناءً، ورقصاً.
وكما عادة الكثير من الأفلام الهندية، لا تكشف (سناء) عن مشاعرها الحقيقية إلاّ بعد الكثير من النفور المُصطنع، والمُمانعة المُحببة التي تجعل (كاران) يركض بأقصى سرعته في شوارع مدينةٍ يجهل خفاياها كي يلحق الحافلة التي تستقلها محبوبة قلبه.
يفترق العاشقان، ويعود كلّ واحدٍ منهما إلى مدينته بدون أن يتبادلا عناوينهما، وينتظر (كاران) صدفةً مماثلةً كي يلتقي معها، وتمتلك الأمطار حضوراً خاصاً في السينما الهندية، مفردةٌ جماليةٌ، شعريةٌ تختصر المسافات، وتقرّب العاشقين، لقد جمعتهما في تلك الرحلة القصيرة، وسوف تجعلهما يلتقيا من جديدٍ في المدينة التي تعيش فيها (سناء).
بعد حوالي ساعةٍ من بداية الأحداث، يبدأ السيناريو بالتمهيد للخيال العلميّ، فقد اخترع العمّ د. ياتيندر خانا (Boman Irani) آلةً تعبر الزمن، والطريف بأنّ مختبره مفتوحٌ على مصراعيّه، يدخله العاشقان (كاران), و (سناء) بسهولةٍ، يتجولا في أركانه بحرية، ويكتبا رموزاً، وإشارات على سبورةٍ مليئة بالأرقام، والمُعادلات الرياضية، وفي تلك اللحظة بالذات، يكتشف المتفرج واحدةً من مواهب (كاران), إنه خبيرٌ بأسرار الكمبيوتر، ويعرف كيف تعمل آلة الزمن.
يلهو العاشقان، وتتمنى (سناء) العودة إلى (بومباي) التي وُلدت فيها، ولأنها مُغمضة العينين، وخائفة، فإنها تكتب 2050 بدلاً من 1986 تاريخ ميلادها، كانت المسألة بسيطة للغاية، و (كاران) لا يتخلى عن روحه الهزلية.
بعد تلك المدة الزمنية من الفيلم، تبدأ فعلياً أحداث الخيال العلميّ التي كان علينا مشاهدتها منذ البداية (يحتوي الفيلم على 9 أغنيات بمدةٍ زمنية إجمالية 50 دقيقة).
المتفرج الذي لم يشاهد (THE TIME MACHINE), سوف تصعقه المفاجأة في (Love Story 2050), خلال لقاءٍ شاعريّ، تشتهي (سناء) الآيس كريم، وفي لحظة عبورها الشارع لمُلاقاة (كاران) كي تمنحه قبلةً باردةً كما اتفقا، لم يُمهلها القدر (أو بالأحرى السيناريو), حيث تصدمها حافلةٌ طائشة، وتموت في أحضان حبيبها.
يمكن اعتبار ذلك المشهد بدايةً معقولةً للفيلم مع هذه الحادثة المُستعارة من (THE TIME MACHINE) والتي تنضح هنا بأقصى حالات الفجيعة.
بشكلٍ عام، يُعتبر موت الحبيب، أو الحبيبة في نهاية أحداث أيّ فيلمٍ صدمةً عاطفية تهزّ مشاعر المتفرج.
وبوليوود تتقن جيداً العزف على أوتار هذه العناصر الميلودرامية، وتعرف كيف تُغرق عيون المشاهدين في دموعهم تعاطفاً مع آلام شخصيات الفيلم، وبدورها، تتهادى الموسيقى، ملتاعةً، وتنفلتُ الحناجر غناءً جارحاً للأفئدة.
.

## طاقم الممثليين
- Priyanka Chopra as Sana/Ziesha (Double Role)
- Harman Baweja as Karan Malhotra
- Boman Irani as Uncle Ya (Dr. Yatinder Khanna)
- Archana Puran Singh as Sana's Mom/Ziesha's mom
- Josh Katz as Evil Scientist/Mad Professor

## طاقم العمل
- المنتج : Pammi Baweja
- المخرج : هارى بوجا
- القصة / الكاتب : هارى بوجا
- الموسيقى : أنو مالك
- كلمات : جافيد أختار
- الكوريغرافيا : فيبهافي ميرشانت
- التأثيرات الخاصة : ورشة عمل Weta وجون كوكس
- خلفية التقييم : عمار موهايل
- التصوير : كيران Deohans
- المحرر : Merzin Tavaria
- سيناريو : بهافاني أيير
- حوار : أنوراغ Kashyup & مايور بوري
- تصاميم الدعاية : Marching Ants

## الإصدار
الفيلم صدر يوم 4 يوليو، 2008. 

## الاستقبال
تعرض الفيلم لاراء معظمها سلبية من قبل النقاد على الرغم من كونه واحد من أكبر وأغلى أفلام عام 2008.ولكن لاقى هارمان وبريانكا التقدير من الكثير من النقاد.
نويون جيوتي من أمريكا أون لاين قال ان الفيلم هو فوق المتوسط، وقدم تصنيف 2.5 من 5.
كما أنتقد الحوارات المتكررة والنمطية مثل «لا حاجة إلي الحظ، لدى الحب» على لسان كاران.وقال ان بريانكا تبدو رائعة وأدائها جيد نسبيا.
وقال راجا سين من ريديف دوت كوم ‏ الفيلم «سخيف تماما» مع «لم يقدم شيئا». في إشارة إلى هارمان.

## شباك التذاكر
فشل الفيلم في صناعة ضجة اعلامية، وحصل فقط على حجوزات مسبقة 25-30 ٪.
ويوم الجمعة، افتتح الفيلم على استجابة 25 %، ثم 35 ٪ -- 40 ٪. وعرض الفيلم في 725 دار عرض بما في ذلك 350 دار سينما رقمية.
وسقط الفيلم، في الهند والخارج. وأصبحت كارثة تجارية لأنه لم يستطع استرداد تكلفة ميزانيته، مما جعل Adlabs تخسر أكثر من 40 كرور.

## دي في دي والأقراص المدمجة
الآن، وبعد فشل فيلم، يخطط هارى بوجا لإطلاق الفيلم على دي في دي، بل وباع حقوق الدي في دي بسعر ضخم.وتشمل حزمة الدي في دي، أشرطة فيديو عن صنع الفيلم والمؤثرات الخاصة به.
كما أنه سوف يبث قريبا على التلفزيون، ويأمل في أن الفيلم سوف يحصل على المزيد من المشاهدة لأن الناس يريدون أن يعرفوا المزيد عن هارمان بوجا في التمثيل والرقص والمؤثرات الخاصة للفيلم.

## ألعاب الكمبيوتر
تطور Rocking Pixels لعبة مبنية على احداث الفيلم. ولكنها تآجلت بسبب فشل الفيلم.

## الموسيقى
الموسيقى من ألحان أنو مالك. والكلمات تأليف جافيد أختار.وبالرغم من فشل الفيلم، فإن أغنية نا ميلو ميلو نجحت نجاح كبير بين جيل الشباب في الهند.
| الأغنية                                      | المغني              | ملحوطات                                      | زمن الأغنية |
| -------------------------------------------- | ------------------- | -------------------------------------------- | ----------- |
| أأ جايا هون مين                              | ك                   |                                              | 6:27        |
| Mausam Achanak يي Badla كيون                 | Shaan & ألكا Yagnik | المصورة على هارمان Baweja وبريانكا شوبرا     | 5:55        |
| نا ميلو ميلو                                 | Shaan               | Picturised على هارمان Baweja                 | 6:07        |
| ساش Kehna                                    | كنال Ganjawala      | Picturised على هارمان Baweja & بريانكا شوبرا | 6:11        |
| قيسي جين هاى تيري ميري قصة حب (سعيد الإصدار) | Shaan               |                                              | 4:48        |
| قيسي جين هاى تيري ميري قصة حب (حزين الإصدار) | Shaan               |                                              | 3:22        |
| عاشقا                                        | اليشا Chinai        | Picturised على بريانكا شوبرا                 | 6:39        |
| Meelon كا Jaisa ثا فالسا (سعيد الإصدار)      | ك & ألكا Yagnik     | Picturised على هارمان Baweja & بريانكا شوبرا | 6:15        |
| Meelon كا Jaisa ثا فالسا (حزين الإصدار)      | ك & ألكا Yagnik     | Picturised على هارمان Baweja & بريانكا شوبرا | 3:26        |

## الروابط الخارجية
- قصة حب 2050 الموقع الرسمي
- مقالات تستعمل روابط فنية بلا صلة مع ويكي بيانات